# Старе Сьверчини
Старе Сьверчини (пол. Stare Świerczyny, нім. Alt Schwärzin) — село в Польщі, у гміні Бартничка Бродницького повіту Куявсько-Поморського воєводства.
Населення — 239 осіб (2011).
У 1975-1998 роках село належало до Торунського воєводства.

## Демографія
Демографічна структура станом на 31 березня 2011 року:
|          | Загалом | Допрацездатний вік | Працездатний вік | Постпрацездатний вік |
| -------- | ------- | ------------------ | ---------------- | -------------------- |
| Чоловіки | 118     | 23                 | 84               | 11                   |
| Жінки    | 121     | 24                 | 74               | 23                   |
| Разом    | 239     | 47                 | 158              | 34                   |